# منتزة بيهاي

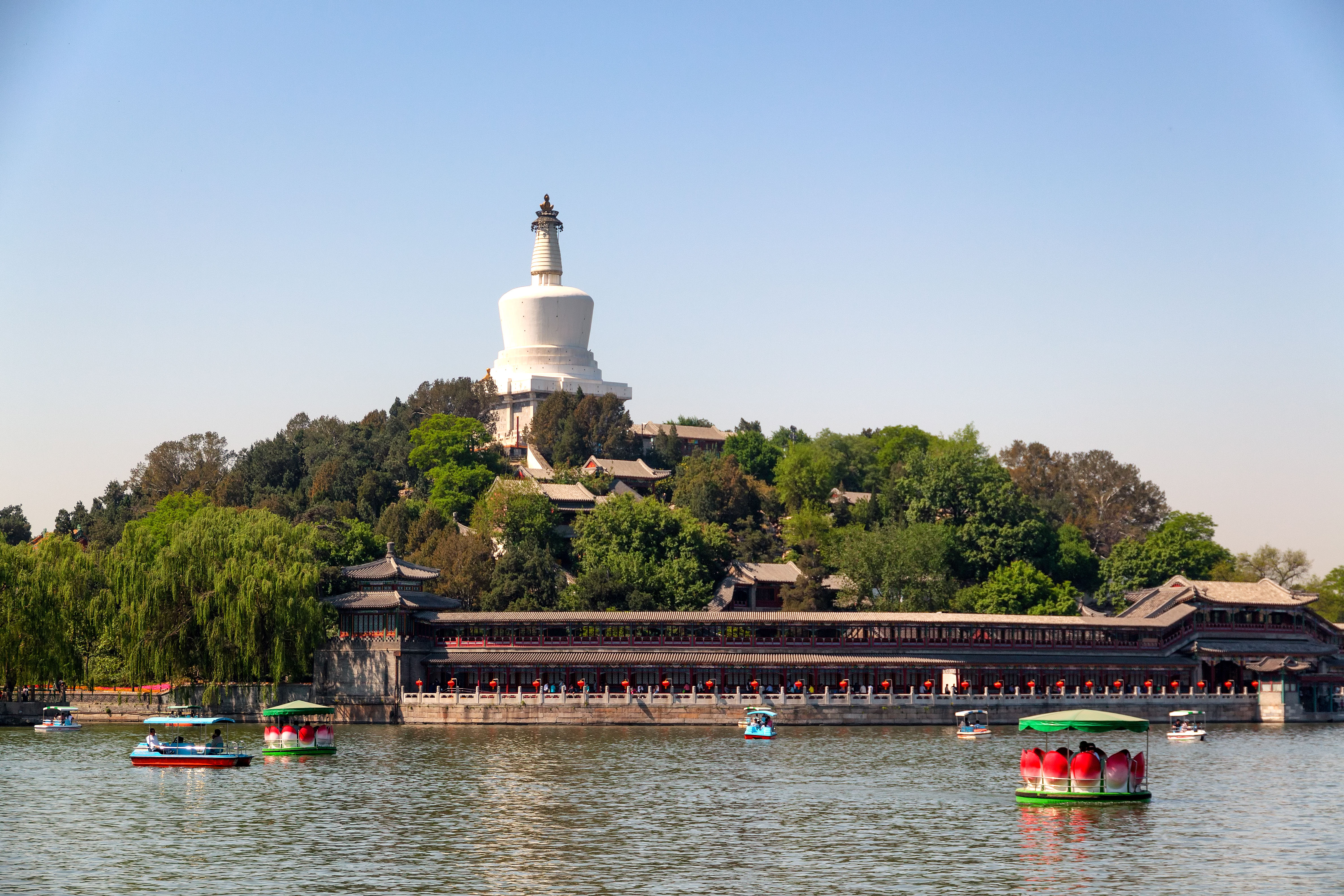
المعبد الأبيض على جزيرة كيونغ هوا.

منتزة بيهاي (بالصينية: 北海公园) هو منتزه عام وحديقة إمبراطورية سابقة، تقع في الجزء الشمالي الغربي من المدينة الإمبراطورية بكين. تم بناؤه لأول مرة في القرن الحادي عشر الميلادي، وهو من بين أكبر الحدائق الصينية ويحتوي على العديد من المباني والقصور والمعابد ذات الأهمية التاريخية. كان المكان مفتوحًا للجمهور كمنتزه منذ عام 1925. كما أنه متصل في الطرف الشمالي من شيشاهاي التاريخي.
تبلغ مساحة الحديقة أكثر من 69 هكتار (171 فدان)، مع بحيرة تغطي أكثر من نصف مساحة الحديقة. في وسط المتنزه توجد جزيرة تسمى جزيرة زهرة اليشم، أعلى نقطة فيها تبلغ ارتفاعها 32 متر. بيهاى تعني باللغة الصينية «بحر الشمال». في مقابل المنتزة من الوسطى ثمة منطقة تسمى تشونغهاي ومن الجنوب منطقة أخرى تسمى نانهاي معناها «البحار». وتنضم المنطقتين مجمَّع من المباني المعروفة بعدها باسم تشونغنانهاي. تعد موطن للقادة الرئيسيين في الصين.
تم بناء حديقة بيهاي كما هو الحال مع العديد من الحدائق الإمبراطورية الصينية، لتقليد البقع والمناظر الطبيعية الشهيرة من مختلف مناطق الصين. كانت بحيرة تايهو، والأجنحة المتقنة والقنوات في هانغتشو ويانغتشو، وهياكل الحدائق الرقيقة في سوتشو وغيرها لتشكل جميعها مصدر إلهام لتصميم العديد من المواقع في هذه الحديقة الإمبراطورية. توصف البنى والمشاهد في حديقة بيهاي بأنها روائع تقنية البستنة التي تعكس الأسلوب والمهارة المعمارية الرائعة، وتعكس ثراء فن الحدائق الصيني التقليدي.

## التاريخ
في عام 1179 أمر الإمبراطور زانغزونغ وهو من سلالة جين الحاكمة ببناء منتجعًا ريفيًا شمال شرق زونغ دو عاصمة جين، ويقع في الجزء الجنوبي الغربي من بكين الحديثة. تم حفر بحيرة تايي على طول نهر جينشوي، وتم بناء نصب داننج بالاس في جزيرة كيونغهوا في البحيرة.
في عهد قوبلاي خان في عهد مملكة يوان، أعيد تصميم جزيرة كيونغاو من قبل العديد من المهندسين المعماريين والمسؤولين مثل ليو بنغونغ وغو شوجينغ والمعماري أمير الدين. تم وضع بحيرة تايي في مدينة دادو عاصمة الإمبراطورية الجديدة.
بعد أن قامت سلالة مينغ الحاكمة بنقل عاصمتها إلى بكين، بدأ البناء في المدينة الإمبراطورية الحالية في عام 1406. في هذا الوقت تم تقسيم بحيرة تايي إلى ثلاث بحيرات بواسطة جسور، بحر الشمال بيهاي، البحر المتوسط تشونغهاي، البحر الجنوبي نانهاي. كانت البحيرات جزءًا من حديقة ملكية موسعة تدعى كسيوان، تقع في الجزء الغربي من المدينة الإمبراطورية بكين.

## الأماكن البارزة
المعبد الأبيض ويسمى أيضًا البرج الأبيض وهو شكل من أشكال عمارة ستوبا، يبلغ ارتفاعه 40 متر، وضع على أعلى نقطة في جزيرة زهور اليشم، بني لتكريم زيارة الدالاي لاما الخامس في 1651. هيكل المعبد مصنوع من الحجر الأبيض. الشمس والقمر والنقوش تزين سطح البرج. دمر المعبد جراء زلزال سانهي-بينغو في عام 1679، وأعيد بناؤه في العام التالي، وجدد بناء مرة أخرى في عام 1976 بسبب زلزال تانغشان الذي وقع بالقرب من بكين. المواد المحفوظة داخل الهيكل هي الكتب المقدسة البوذية، وعباءة الرهبان وأوعية الصدقة، وعظام الرهبان (رفاتهم بعد حرق الجثث).
هناك العديد من المعابد البوذية الشهيرة الواقعة داخل حديقة بيهاي، مثل معبد يونغآن (معبد السلام الأبدي) ومعبد تشانفو. على الضفة الشمالية تقع «أجنحة التنين الخمسة»، وهي خمس أجنحة متصلة مع أبراج وسنوف مدببة، تم بناؤها في عهد أسرة مينغ.
يقع جدار تنين ناين شمال جناح التنين الخامس. تم بناؤه في عام 1402 وهو واحد من ثلاثة جدران من نوعها في الصين. وهي مصنوعة من الطوب المزجج من سبعة ألوان. تسعة تنانين كاملة الصورة تسبح في السحاب تزين جانبي الحائط. على الضفة الشمالية تقع غرفة جينغ كسن وهي حديقة داخل الحديقة، وتغطي مساحة تزيد عن 4.000 متر مربع (43,056 قدمًا مربعة). توجد العديد من الحدائق الصينية التقليدية الصغيرة في جميع أنحاء الحديقة.
تتميز المدينة المستديرة المسماة توان شينغ بهيكلها الرئيسي، وبقاعة الضوء المستلم، وهو مبنى فسيح ذو سقف مزدوج مصنوع من صفائح صفراء اللون محاطة باللون الأخضر. في الداخل يوجد تمثال يبلغ طوله 1.6 متر نسبة للإمبراطور غوانغشو من أسرة تشينغ، قدم هدية من ملك خمري (كمبودي). التمثال منحوت من قطعة واحدة من اليشم الأبيض النقي المطعمة بالأحجار الكريمة. ألحق التحالف الثماني الوطني أضرارًا بالذراع اليسرى للتمثال جراء معركة بكين عام 1900.
في منتزة بيهاي يمكن للشخص أن يجد صخور تايهو التي يتم شحنها من مقاطعة خنان ومجموعة متنوعة من المجموعات الفنية تتكون من أنواع متعددة من جرة اليشم التي تعود لسلالة يوان، وما مجموعه 495 لوحة تحمل نقوش الأشجار من مئات السنين.

## معرض الصور

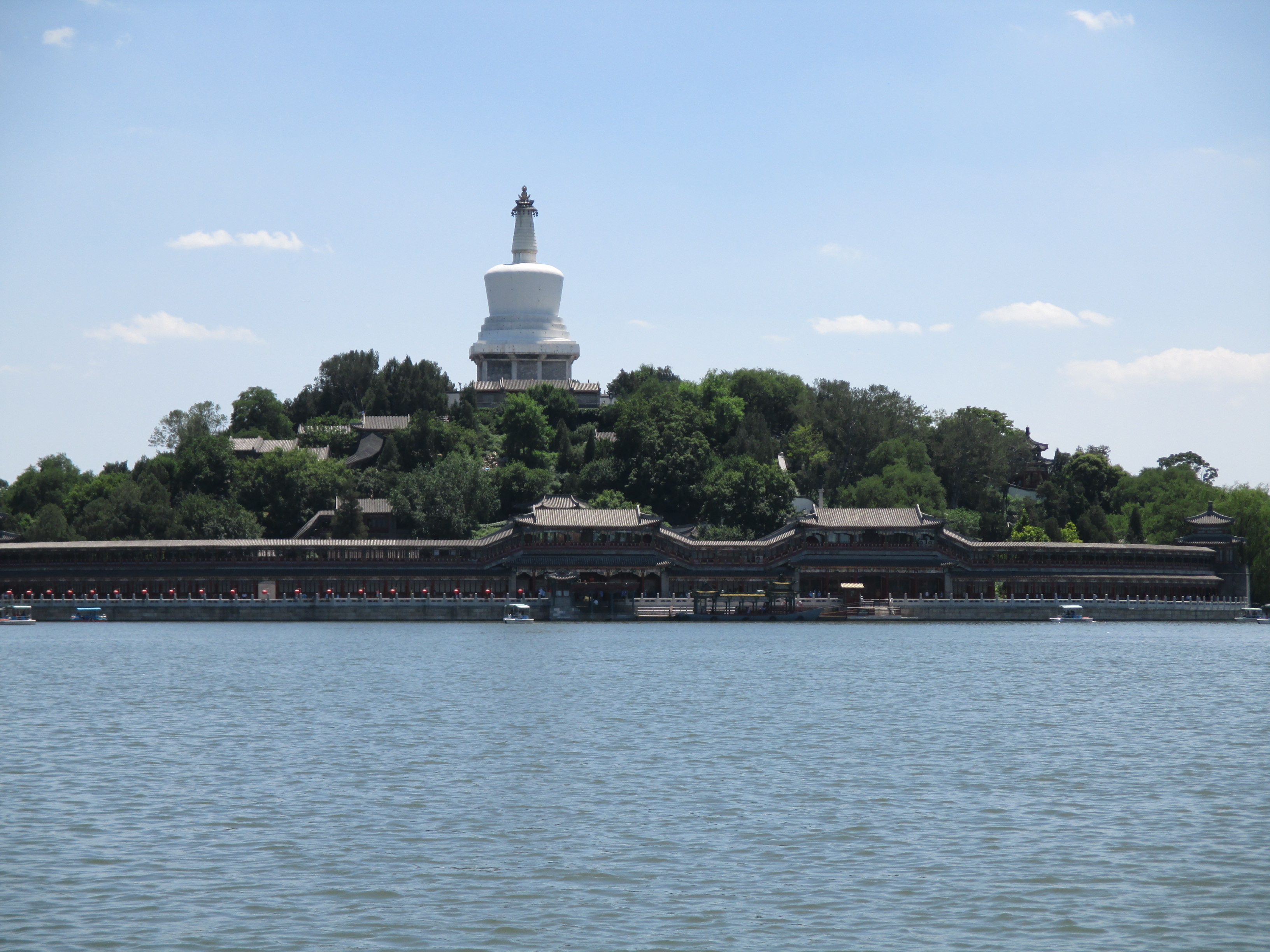
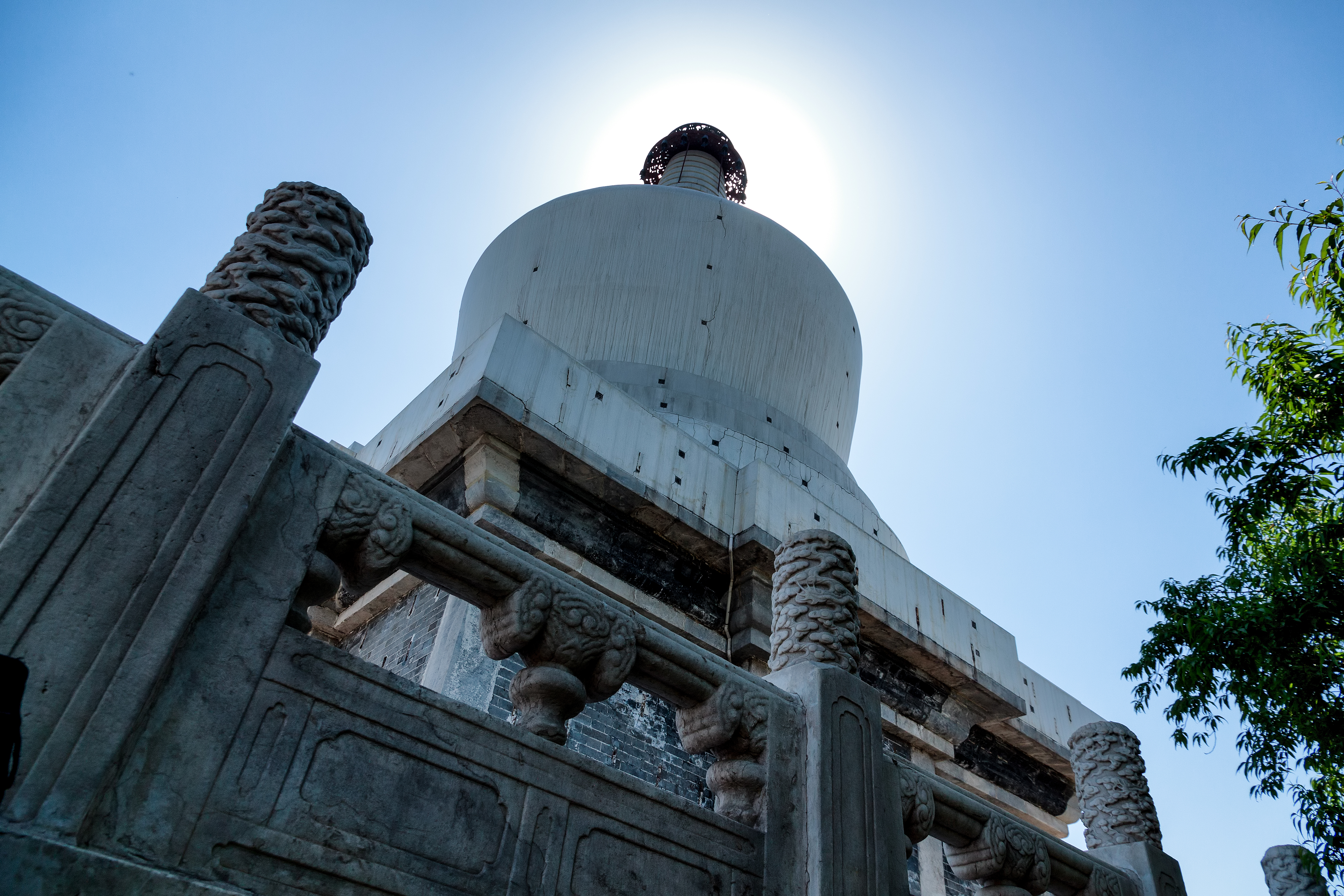
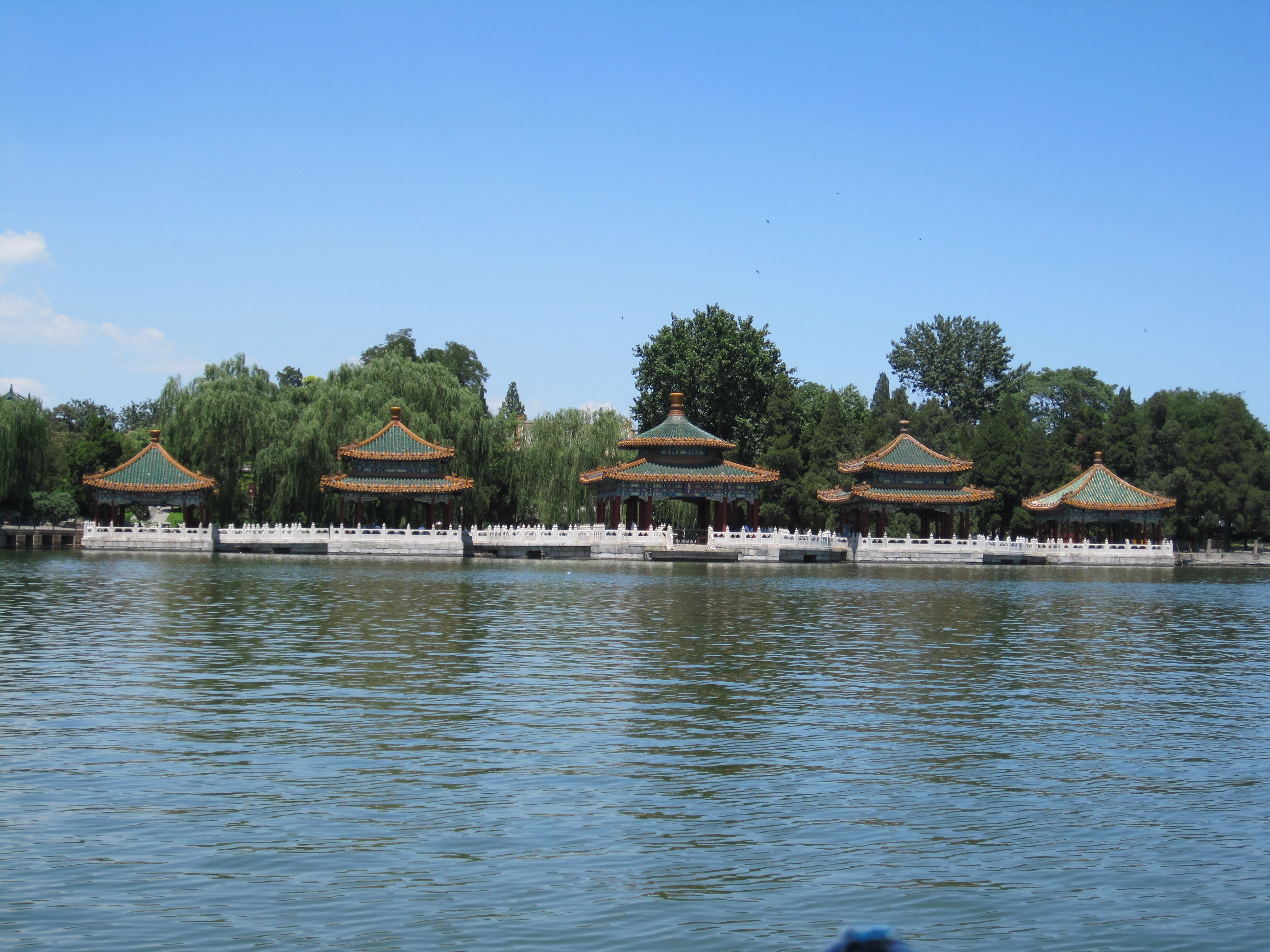
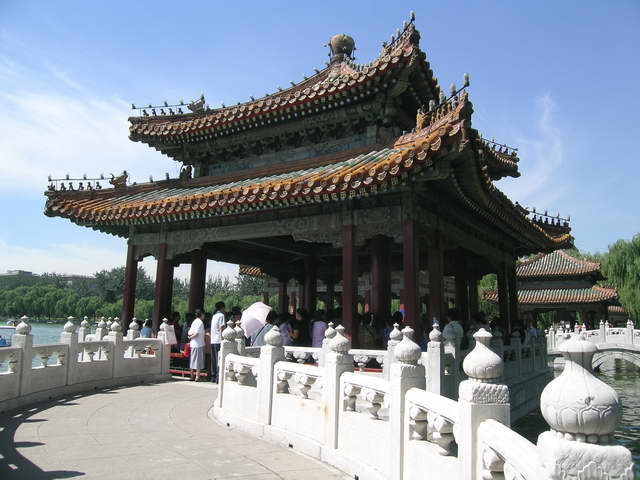
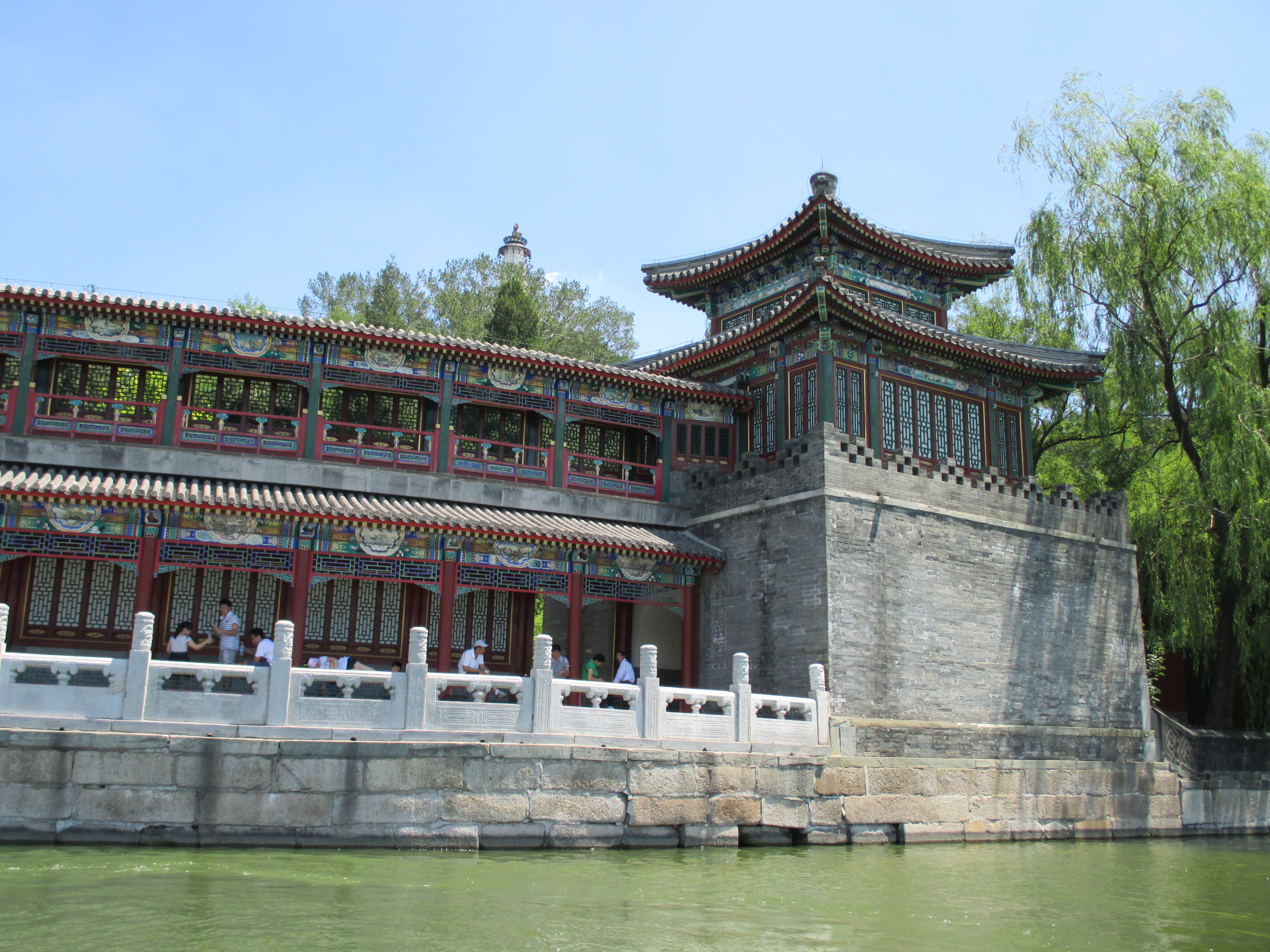
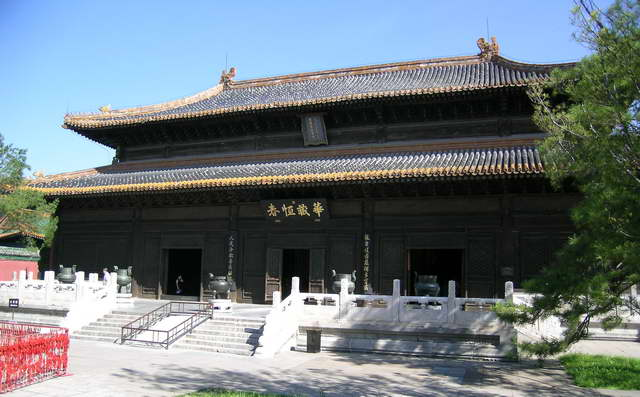
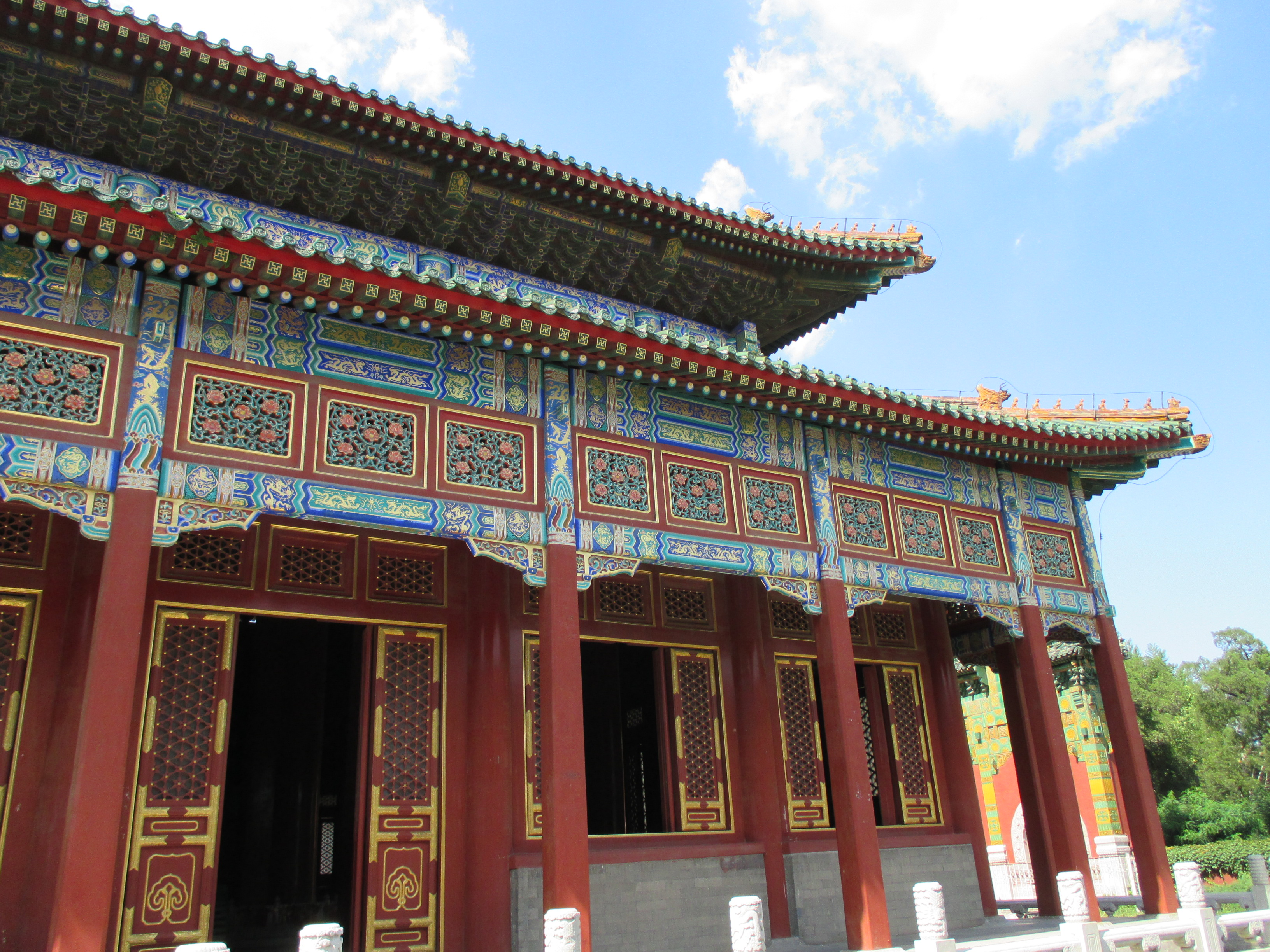
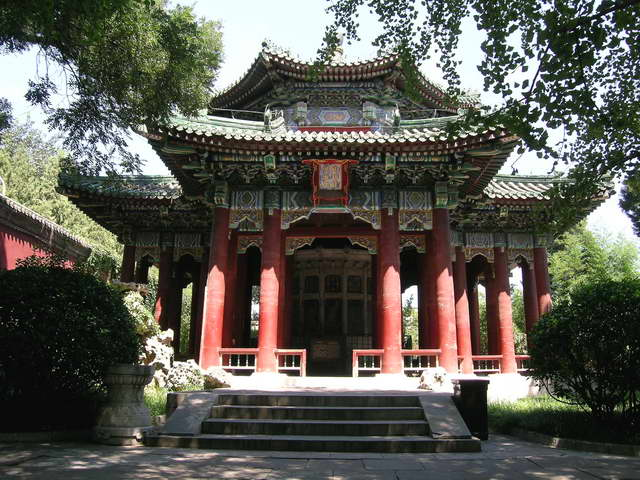
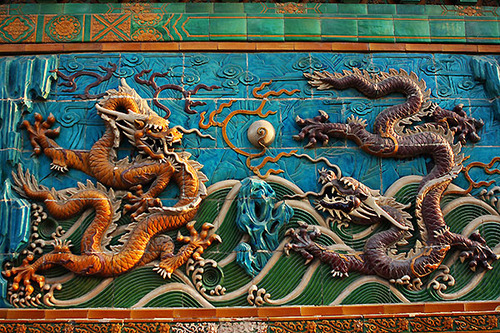
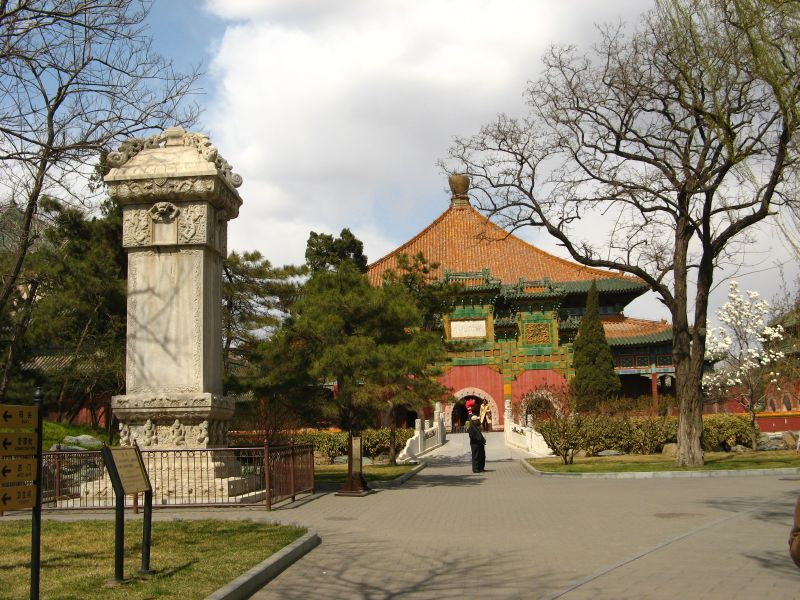
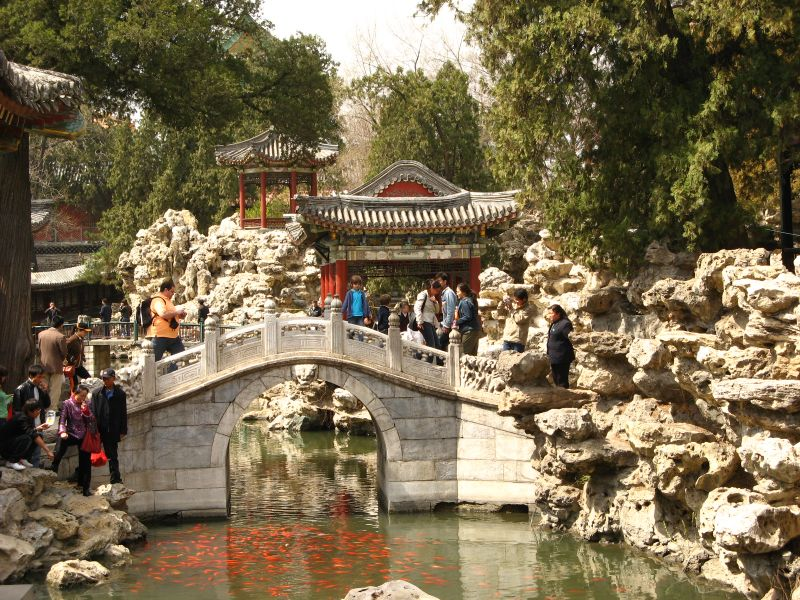
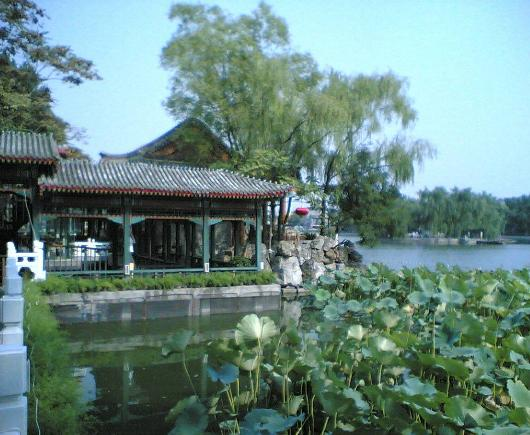

## وصلات خارجية
- الموقع الرسمي (بالصينية)